# Варакинский
Вара́кинский — посёлок в составе Шекшемского сельского поселения Шарьинского района Костромской области России. Бывший административный центр Варакинского сельского поселения, упразднённого в 2017 году.

## История
Согласно Закону Костромской области от 24 апреля 2017 года № 229-6-ЗКО Варакинский переведен из упразднённого Варакинского сельского поселения в состав Шекшемского сельского поселения.

## География
Расположен на главном ходе Транссибирской магистрали.

## Население
| 2008 | 2010 | 2014 |
| ---- | ---- | ---- |
| 401  | ↘368 | ↗372 |

## Инфраструктура

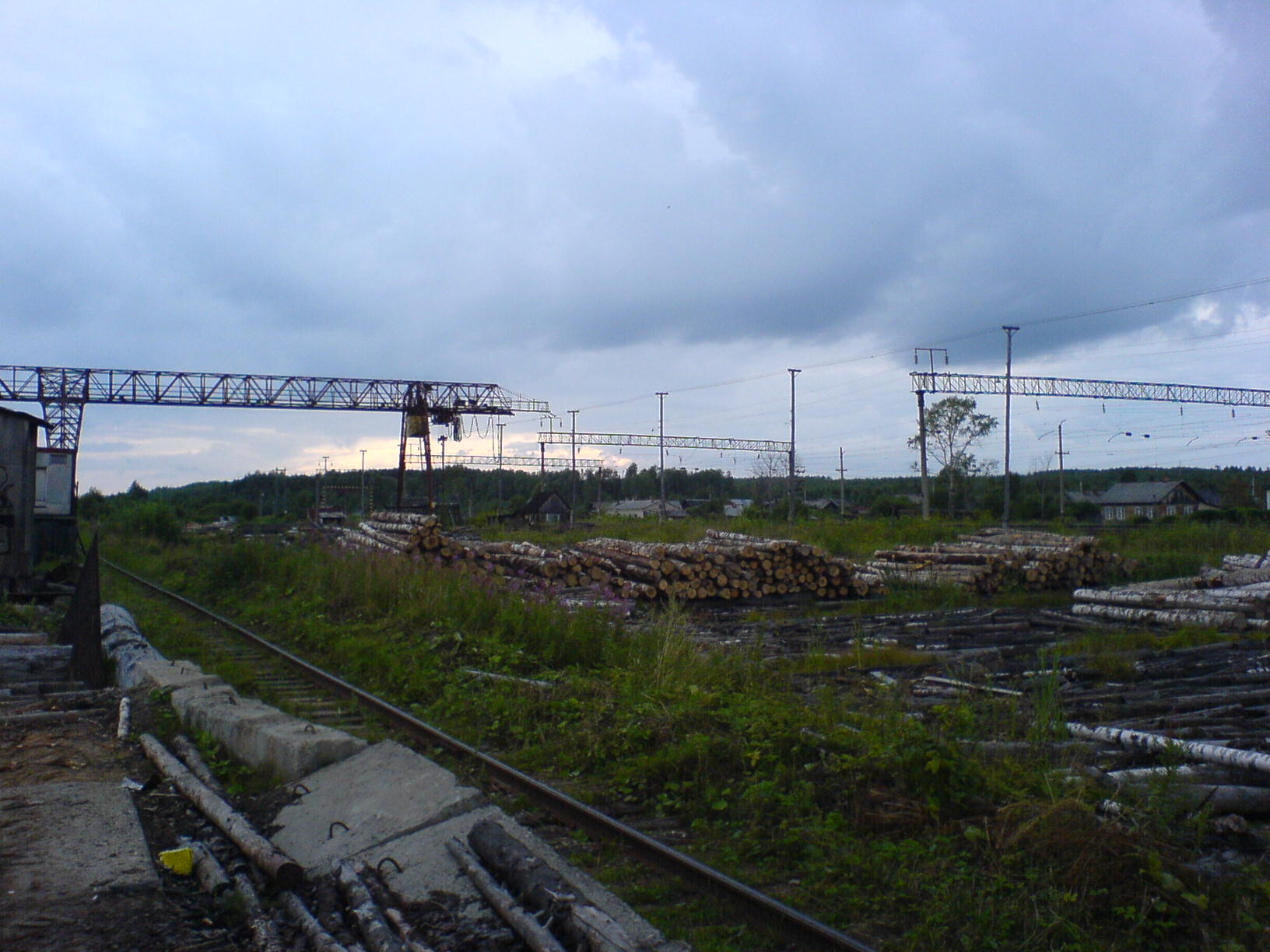
Железнодорожная станция посёлка Варакинский

В посёлке находится одноименная железнодорожная станция.

## Транспорт
Автомобильный и железнодорожный транспорт.